# Лагуна Виста (Тексас)
Лагуна Виста (енгл. Laguna Vista) град је у америчкој савезној држави Тексас. По попису становништва из 2010. у њему је живело 3.117 становника.

## Демографија
Према попису становништва из 2010. у граду је живело 3.117 становника, што је 1.459 (88,0%) становника више него 2000. године.
| Група             | 2000.       | 2010.         |
| Белци             | 821 (49,5%) | 1.683 (54,0%) |
| Афроамериканци    | 5 (0,3%)    | 14 (0,4%)     |
| Азијати           | 10 (0,6%)   | 19 (0,6%)     |
| Хиспаноамериканци | 816 (49,2%) | 1.378 (44,2%) |
| Укупно            | 1.658       | 3.117         |